# Adendorf
Adendorf är en kommun och ort i Landkreis Lüneburg i förbundslandet Niedersachsen i Tyskland.